# Halkyardiinae
Halkyardiinae es una subfamilia de foraminíferos bentónicos de la familia Cymbaloporidae, de la superfamilia Planorbulinoidea, del suborden Rotaliina y del orden Rotaliida. Su rango cronoestratigráfico abarca desde el Luteciense (Eoceno medio) hasta el Rupeliense (Oligoceno medio).

## Clasificación
Halkyardiinae incluye al siguiente género:
- Halkyardia †